# 羅伯遜錦魚
羅伯遜錦魚（學名：Thalassoma robertsoni）為輻鰭魚綱鱸形目隆頭魚亞目隆頭魚科的其中一種，被IUCN列為易危保育類動物，分布於中東太平洋的克利珀頓島海域，棲息深度3-50公尺，體長可達7.8公分，棲息在礁石區海域，生活習性不明。